# Trách nhiệm giải trình
Trong đạo đức và quản trị, trách nhiệm giải trình, (tiếng Anh: accountability, có nguồn gốc Latin là accomptare (giải thích)), là trách nhiệm giải thích việc thực thi nhiệm vụ, công vụ hay những vấn đề liên quan đến trách nhiệm quản lý của mình khi được yêu cầu. Là một khía cạnh trong ngành quản trị, nó là trung tâm của các cuộc thảo luận liên quan đến các vấn đề trong khu vực công, các bối cảnh phi lợi nhuận và tư nhân (doanh nghiệp) và cá nhân. Trong vai trò lãnh đạo, trách nhiệm giải trình là sự ghi nhận và giả định về trách nhiệm đối với hành động, sản phẩm, quyết định và chính sách bao gồm cả việc quản lý, quản trị, và thực hiện trong phạm vi vai trò hay vị trí việc làm, bao gồm nghĩa vụ báo cáo, giải thích và chịu trách nhiệm về hậu quả.
Trong quản trị, nó thường được mô tả như là một mối quan hệ giải trình giữa các cá nhân, ví dụ "A có trách nhiệm giải trình đối với B khi A có nghĩa vụ thông báo cho B (trong quá khứ hay tương lai) về hành động và quyết định của A, để biện minh cho chúng, và phải chịu hình phạt trong trường hợp có hành vi sai trái". Trách nhiệm giải trình không thể tồn tại mà không thực hành giải trình thích hợp; nói cách khác, một sự vắng mặt của việc giải trình có nghĩa là một sự vắng mặt của trách nhiệm giải trình.
Có nhiều lý do khác nhau (hợp lý hay bào chữa) cho lý do tại sao trách nhiệm giải trình thất bại.